# 杜龙泉
杜龙泉（1988年5月29日—）是一名中国职业足球运动员，曾经入选中国国少队及中国国青队。杜龙泉是一名纯左脚球员，在国少队及国青队期间司职左前卫。

## 职业生涯
杜龙泉未进入大连实德一线队前就先后入选中国国少队及中国国青队参加过U15亚少赛及U17世界青年锦标赛。
2006年在全国U19杯赛的比赛中，杜龙泉与王选宏、李学鹏领衔的大连实德U19代表队一路过关斩将，最终获得了冠军。
2007年，杜龙泉被调入大连实德一线队，当时与其一起进入一线队的还有王选宏、李学鹏等10人，杜龙泉司职位置亦被改造为左后卫。在职业生涯的首个赛季只出赛3次。
除了2008年时任两任主帅徐弘和科萨诺维奇不惜成绩决意换血提拔新人时，其余赛季杜龙泉在大连实德得到的上场机会始终不多，2009赛季在其左路的位置上已全面落后于同届队友王选宏和李学鹏。2010年，9192年龄段全面升入一队，杜龙泉完全失去机会。2011年赛季前杜龙泉到深圳试训中意外骨折暂别球场，未有进入大连实德一线队的球员大名单。
杜龙泉伤愈之后，在2011年7月球员二次转会期间加盟乙级联赛球队抚顺新野。在球队沖甲失败后，一线队转让给辽宁东北虎，杜龙泉到陕西人和接受试训却再被深圳红钻主教练特鲁西埃相中，但在与辽宁东北虎就杜龙泉的转会进行谈判时遇到一些阻碍，最终除了支付一笔转会费之外，深圳红钻还将在杜龙泉的未来转会中要向辽宁东北虎提供分成。
2012年3月，在第一次球员转会窗截止期限前深圳红钻宣布与杜龙泉签下转会协议，成为深圳红钻在该转会窗最后一名引进球员。深圳红钻以永久转会形式签下杜龙泉，合同期为3年，深圳红钻享有优先续约1年的权利。
杜龙泉在深圳红钻首个赛季逐步重启职业生涯，由于左路更年轻的丁海峰表现出色，杜龙泉开始被特鲁西埃尝试调往中路。2012年6月中国足协杯第二轮深圳红钻在主场2-0战胜哈尔滨毅腾的比赛中杜龙泉打进加盟深圳队后首个进球。同月在中甲联赛中为遭受侵犯的队友出头与沈阳沈北球员冲突，杜龙泉其后遭到中国足协重罚停赛四场並罚款两万元。
2013年，经过此前的尝试，杜龙泉被特鲁西埃根据其因伤病失去速度，但制空和脚下能力仍可观的特点量身改造为偏左后腰，尽管球队整体战绩不佳但仍打出个人职业生涯最佳赛季表现。
2018年1月13日，深圳佳兆业足球俱乐部官方宣布，杜龙泉转会武汉卓尔足球俱乐部。